# Saison 2006 de l'équipe cycliste Phonak
L'Équipe cycliste Phonak participait en 2006 au ProTour.

## Préparation de la saison 2006

### Arrivées et départs
| Arrivées                                | Équipe 2005                             |
| --------------------------------------- | --------------------------------------- |
| Luis Fernández                          | Néo-professionnel                       |
| Ryder Hesjedal                          | Discovery Channel                       |
| Jonathan Patrick McCarty                | Discovery Channel                       |
| Axel Merckx                             | Davitamon-Lotto                         |
| Koos Moerenhout                         | Davitamon-Lotto                         |
| Steve Morabito                          | Néo-professionnel (Velo Club Mendrisio) |
| Michael Schär (à partir du 1er juillet) | Hadimec                                 |
| Florian Stalder                         | Ed' System-ZVVZ                         |
| David Vitoria                           | Néo-professionnel (Velo Club Mendrisio) |

| Départs         | Équipe 2006                          |
| --------------- | ------------------------------------ |
| Niki Aebersold  | Retraite                             |
| Santos González | 3 Molinos Resort                     |
| Tomaž Nose      | Adria Mobil                          |
| Óscar Pereiro   | Caisse d'Épargne                     |
| Viktor Rapinski | Colavita Olive Oil-Sutter Home Wines |
| Daniel Schnider | Retraite                             |
| Tadej Valjavec  | Lampre-Fondital                      |

## Effectif
| Effectif 2006                  | Effectif 2006     | Effectif 2006  | Effectif 2006                                        |
| Cycliste                       | Date de naissance | Pays           | Équipe précédente                                    |
| ------------------------------ | ----------------- | -------------- | ---------------------------------------------------- |
| Santiago Botero                | 27 octobre 1972   | Colombie       | T-Mobile (2004)                                      |
| Aurélien Clerc                 | 26 août 1979      | Suisse         | Quick Step-Davitamon (2004)                          |
| Martin Elmiger                 | 23 septembre 1978 | Suisse         | Post Swiss Team (2001)                               |
| Luis Fernández                 | 19 janvier 1980   | Espagne        |                                                      |
| Bert Grabsch                   | 19 juin 1975      | Allemagne      | Team Cologne (2000)                                  |
| Fabrizio Guidi                 | 13 avril 1972     | Italie         | CSC (2005)                                           |
| José Enrique Gutiérrez         | 18 juin 1974      | Espagne        | Kelme-Costa Blanca (2003)                            |
| José Ignacio Gutiérrez         | 1 décembre 1977   | Espagne        | Kelme-Costa Blanca (2003)                            |
| Ryder Hesjedal                 | 9 décembre 1980   | Canada         | Discovery Channel (2005)                             |
| Robert Hunter                  | 22 avril 1977     | Afrique du Sud | Rabobank (2004)                                      |
| Nicolas Jalabert               | 13 avril 1973     | France         | CSC (2003)                                           |
| Floyd Landis (1 janv.–31 août) | 14 octobre 1975   | États-Unis     | US Postal Service-Berry Floor (2004)                 |
| Miguel Ángel Martín Perdiguero | 14 octobre 1972   | Espagne        | Phonak Hearing Systems (2005)                        |
| Jonathan Patrick McCarty       | 24 janvier 1982   | États-Unis     | Discovery Channel (2005)                             |
| Axel Merckx                    | 8 août 1972       | Belgique       | Davitamon-Lotto (2005)                               |
| Koos Moerenhout                | 5 novembre 1973   | Pays-Bas       | Davitamon-Lotto (2005)                               |
| Alexandre Moos                 | 22 décembre 1972  | Suisse         | Festina-Lotus (1999)                                 |
| Steve Morabito                 | 30 janvier 1983   | Suisse         | Velo Club Mendrisio (2005)                           |
| Uroš Murn                      | 9 février 1975    | Slovénie       | Formaggi Pinzolo Fiavè-Ciarrocchi Immobiliare (2003) |
| Víctor Hugo Peña               | 10 juillet 1974   | Colombie       | US Postal Service-Berry Floor (2004)                 |
| Grégory Rast                   | 17 janvier 1980   | Suisse         | Post Swiss Team (2001)                               |
| Florian Stalder                | 13 septembre 1982 | Suisse         | Ed System-ZVVZ (2005)                                |
| Johann Tschopp                 | 1 juillet 1982    | Suisse         |                                                      |
| Sascha Urweider                | 18 septembre 1980 | Suisse         |                                                      |
| David Vitoria                  | 15 octobre 1984   | Suisse         | Velo Club Mendrisio (2005)                           |
| Steve Zampieri                 | 4 juin 1977       | Suisse         | Vini Caldirola-Nobili Rubinetterie (2004)            |
| Michael Schär (1 août–31 déc.) | 29 septembre 1986 | Suisse         |                                                      |
|                                |                   |                |                                                      |
| Source : UCI                   |                   |                |                                                      |

## Victoires
| Date       | Course                                           | Pays       | Classe | Vainqueur      |
| ---------- | ------------------------------------------------ | ---------- | ------ | -------------- |
| 21/02/2006 | 3e étape du Tour de Californie                   | États-Unis | 2.1    | Floyd Landis   |
| 26/02/2006 | Classement général du Tour de Californie         | États-Unis | 2.1    | Floyd Landis   |
| 12/03/2006 | Classement général de Paris-Nice                 | France     | PT     | Floyd Landis   |
| 20/04/2006 | 3e étape du Tour de Géorgie                      | États-Unis | 2.HC   | Floyd Landis   |
| 23/04/2006 | Classement général du Tour de Géorgie            | États-Unis | 2.HC   | Floyd Landis   |
| 07/05/2006 | 2e étape de la Clásica de Alcobendas             | Espagne    | 2.1    | Aurélien Clerc |
| 14/06/2006 | 5e étape du Tour de Suisse                       | Suisse     | PT     | Steve Morabito |
| 25/06/2006 | Championnat de Suisse sur route                  | Suisse     | CN     | Grégory Rast   |
| 09/07/2006 | 7e étape du Tour d'Autriche                      | Autriche   | 2.HC   | Fabrizio Guidi |
| 20/07/2006 | 17e étape du Tour de France                      | France     | PT     | Floyd Landis   |
| 23/07/2006 | Classement général du Tour de France             | France     | PT     | Floyd Landis   |
| 25/07/2006 | 2e étape du Tour de la Région wallonne           | Belgique   | 2.HC   | Fabrizio Guidi |
| 27/07/2006 | 4e étape du Tour de la Région wallonne           | Belgique   | 2.HC   | Fabrizio Guidi |
| 28/07/2006 | Classement général du Tour de la Région wallonne | Belgique   | 2.HC   | Fabrizio Guidi |
| 06/09/2006 | 3e étape du Tour de Pologne                      | Pologne    | PT     | Fabrizio Guidi |

1. ↑  Déclassé pour dopage

## Classements UCI ProTour

### Individuel
| Rang | Coureur                        | Points |
| ---- | ------------------------------ | ------ |
| 34   | José Enrique Gutiérrez         | 73     |
| 59   | Miguel Ángel Martín Perdiguero | 42     |
| 61   | Santiago Botero                | 41     |
| 79   | Ryder Hesjedal                 | 30     |
| 97   | Víctor Hugo Peña               | 22     |
| 112  | Grégory Rast                   | 14     |
| 113  | Alexandre Moos                 | 13     |
| 137  | Fabrizio Guidi                 | 7      |
| 150  | Martin Elmiger                 | 5      |
| 176  | Steve Morabito                 | 3      |
| 185  | Aurélien Clerc                 | 2      |
| 194  | Uroš Murn                      | 2      |
| 206  | Robert Hunter                  | 1      |

### Équipe
L'équipe Phonak Hearing Systems a terminé à la 7e place avec 270 points.